# Angul (huyện)
Huyện Angul là một huyện thuộc bang Odisha, Ấn Độ. Thủ phủ huyện Angul đóng ở Angul. Huyện Angul có diện tích 6347 ki lô mét vuông. Đến thời điểm năm 2001, huyện Angul có dân số 1139341 người.